# Kuvira
Kuvira, còn được biết đến với danh xưng Đại Thống Lĩnh (The Great Uniter), là một nhân vật hư cấu trong loạt phim hoạt hình của Nickelodeon, The Legend of Korra, phần tiếp theo của Avatar: The Last Airbender, do Michael Dante DiMartino và Bryan Konietzko sáng tạo. Nhân vật xuất hiện lần đầu trong mùa ba với vai trò phụ và trở thành phản diện chính trong mùa bốn, cũng như tái xuất trong bộ truyện tranh Ruins of the Empire.

## Xuất hiện

### Quyển 3:Thay đổi
Kuvira bị cha mẹ ruột bỏ rơi và được Suyin Beifong nhận nuôi từ năm tám tuổi. Dưới sự dạy dỗ của Suyin, cô phát triển tư tưởng tiến bộ và kỹ năng ngự kim xuất sắc. Trong phần ba, cô xuất hiện ngắn ngủi nhưng có vai trò quan trọng trong cuộc chiến chống lại Hội Hồng Liên.

### Quyển 4:Cân bằng
Ba năm sau, Kuvira được giao trọng trách ổn định lại Thổ quốc sau cái chết của Thổ hậu. Cô dần biến mình thành nhà độc tài, thành lập "Đế chế Thổ" (Earth Empire), sử dụng bạo lực, trại cải tạo, và vũ khí năng lượng linh hồn để củng cố quyền lực. Đỉnh điểm là cuộc tấn công vào Thành phố Cộng Hòa bằng một cỗ máy khổng lồ gắn đại bác linh hồn. Sau trận chiến với Avatar Korra, cô bị đánh bại và cuối cùng đầu hàng.

### The Legend of Korra: Ruins of the Empire
Trong bộ truyện tranh, Kuvira hợp tác với Korra để ngăn chặn chỉ huy Guan - một cựu thuộc hạ muốn khôi phục Đế chế Thổ thông qua việc thao túng bầu cử. Sau nhiều biến cố, Kuvira thể hiện sự ăn năn và được giảm án thành quản thúc tại gia ở Zaofu cùng vị hôn phu cũ Baatar Jr.